# Wspólnota administracyjna Krostitz-Schönwölkau
Wspólnota administracyjna Krostitz-Schönwölkau (niem. Verwaltungsgemeinschaft Krostitz-Schönwölkau) – wspólnota administracyjna w Niemczech, w kraju związkowym Saksonia, w okręgu administracyjnym Lipsk, w powiecie Nordsachsen. Siedziba wspólnoty znajduje się w miejscowości Krostitz.
Wspólnota administracyjna zrzesza dwie gminy wiejskie: 
- Krostitz
- Schönwölkau